# Gladiolus kotschyanus
Gladiolus kotschyanus är en irisväxtart som beskrevs av Pierre Edmond Boissier. Gladiolus kotschyanus ingår i släktet sabelliljor, och familjen irisväxter. Inga underarter finns listade i Catalogue of Life.